# Jafar Namdar
Jafar Namdar (2 de julio de 1934 – 1 de enero de 2014) fue un árbitro internacional iraní.

## Carrera
Namdar fue elegido para arbitrar en los Copas del Mundo de 1974 y 1978. Al dirigir el partido entre Australia y Chile se convirtió en el segundo árbitro asiático en dirigir en la máxima competición de la FIFA. En este partido creó una controversia al expulsar cuatro minutos después de mostrarle la segunda amarilla al jugador australiano Ray Richards, tras ser informado del error. En este torneo se desempeñó como asistente en el partido por el tercer puesto entre Brasil y Polonia.
Namdar dirigió también partidos en los Juegos Olímpicos de 1972 y 1976, y fue Jefe del Comité Arbitral Iraní desde 1970 a 1978.